# Mesochorus formosus
Mesochorus formosus là một loài tò vò trong họ Ichneumonidae.